# Charli XCX
Шарлот Ема Ејчисон (енгл. Charlotte Emma Aitchison; Кембриџ, 2. август 1992), позната као Charli XCX (транскр.  Чарли Екс-Си-Екс), британска је певачица и текстописац. 
Свој дебитантски синлг независно издаје 2008. и у почетку наступа по рејв клубовима у Лондону. 2010. потписује уговор са издавачком кућом Асајлем Рикордсом и издаје две миксоване касете, Heartbreaks and Earthquakes, а Super Ultra 2012. године. Њен деби албум True Romance издат је 2013. и на њему се издвајају песме You (Ha Ha Ha) и Nuclear Seasons.
Истакла се током 2013. и 2014, појављујући се у два успешна сингла, I Love It шведског дуа Икона Поп и Fancy аустралијске певачице Иги Азалије. Њен синлг из 2014, Boom Clap са саундтрек албума из филма Криве су звезде, нашао се на листи топ 10 песама у већини земаља. Затим издаје свој други албум Sucker на којем су се нашле песме Break the Rules, Doing It и Famous. Сингл Red Balloon се нашао на саундтрек албуму филма Код куће.

## Младост
Ејчисон се родила 2. августа 1992. у Кембриџу, Енглеској, као ћерка оца Шкота и мајке Индијке из Уганде. Одрастала је у Старт Хилу, недалеко од Бишопс Стортфорда и похађала је истоимени универзитет, иако је школу напустила 2010.
Ејчисон је такође студирала и на Академији лепих уметности у Лондону, али га напушта на другој години.

## Каријера

### 2008—2012: Ранији наступи и снимци
Ејчисон је почела да пише песме када је имала 14. година а снимала је преко кредита одобреног од родитеља. Почетком 2008, песме са деби албума је постављала на свом званичном Мајспејс профилу. Тако је добила прилику да наступа по рејв клубовима у источном Лондону. Родитељи су јој пружали подршку и често су присуствовали неким њеним наступима. Шарлота је убрзо стекла уметничко име Чарли Екс-Си-Екс. Издаје два сингла, "!Franchesckaar!" и "Emelline"/"Art Bitch" крајем 2008. Њени деби албум 14 никада није комерцијално објављен, иако су се копије продавале на неколико наступа. Након што је потписала уговор са Асајлем Рикордсом, прави паузу у музици коју описује као изгубљени период.
Почетком 2011, учествује као бек вокал у песми Алекса Мејтрика "End of the World". Када се песма појавила на Би-Би-Сијевом радију, људи су били задивљени њеним успехом упркос њеним годинама и чињеници да није била позната широј јавности.
У мају 2011, издаје сингл "Stay Away", а затим у новембру и "Nuclear Seasons". Обе песме су ексклузивно издате у Уједињеном Краљевству. Наредне године, издаје своју прву миксовану касету Heartbreaks and Earthquakes на којој се налази 8 песама. Са Колдплејом на турнеју одлази као предгрупа. Наредна касета Super Ultra објављена је у новембру 2012.

### 2012—2013: Пробој и True Romance
Чарли Екс-Си-Екс је написала и појавила се као бек вокал у песми шведског дуа Икона Поп, "I Love It", која се испоставила као прекретница за оба уметника, а на Билбордовој 100 листи нашла се на 7. позицији. У Уједињеном Краљевству нашла се на водећој позицији. Чарлин сингл "You're the One" објављен половином 2012, нашао се на Билбордовој листи топ најбољих 20 песама. Као најуспешнији, истакао се "You (Ha Ha Ha)", као један од најбољих синглова 2013.

Њен деби студијски албум True Romance објављен је у априлу 2013. Са њега се издваја сингл "What I Like". Како је изјавила "сваки угао њене романтичне историје је истражен на овом албуму, и за њу је то веома болно, искрено и истинито". Албум је заузео 85. позицију у Великој Британији, 5. у САД и 11. у Аустралији. Стекао је позитивне критике, а на Метакритику је добио оцену 76/100.

### 2013—2015: Интернационални успех и Sucker
На свом другом албуму почела је радити средином 2013. Касније издаје сингл "SuperLove" који у Уједињеном Краљевству заузима 62. позицију. У дуету са Иги Азалијом снима песму "Fancy", који заузима водећу позицију, тако поставши најуспешнији сингл код обе певачице. Током овог периода, Чарли је писала песме за своје колеге; "Beg for It" Иги Азалије, "OctaHate" Рин Вивер и других, као што су Скај Ферејра, Нион Џангл, Ријана и Гвен Стефани.

Половином 2014, издаје "Boom Clap" као саундтрек за филм Криве су звезде (филм). Синлг се нашао на њеном другом албуму Sucker, који је објављен у САД у новембру 2014, а у Европи у фебруару 2015. Песма "Break the Rules" се нашла у топ 10 у Аустралији и Немачкој, а "Doing It" у дуету са Ритом Ором, на 8. позицији у Уједињеном Краљевству. На Кејти Периној Prismatic World Tour одлази као предгрупа а појављује се и у песми репера Ty Dolla $ign-а "Drop That Kitty". У јулу и августу 2015, одлази на турнеју са Џеком Антонофом као ко-предводник. Из приватних разлога други део турнеје није одржан.

### 2015—данас: Надолазећи трећи студијски албум и Vroom Vroom Recordings
У јулу 2015, Чарли је у једном интервјуу изјавила да је њен трећи албум "највећа поп и електропоп ствар" коју је икада направила. На албуму су се нашли и још неки уметници, као пто су SOPHIE, BloodPop и Stargate. Ране 2016, изјавила је да ће се албум наћи у продаји почетком месеца. Касније је изјавила да ће издати и ЕП под називом Vroom Vroom.

## Стил и утицаји
Чарлин музички стил садржи поп, електропоп, синт поп и денс-поп, али и неке жанрове готик попа и алтернативног попа. Њене раније објаве су садржале дарквејв и вичхаус, а сингл са њеног ЕП-а, аван-поп. Узори су јој Бритни Спирс, Но даут, Тату, Дона Самер, Спајс герлс, Лил Вејн, Кејт Буш, Твин Пикс, Парис Хилтон и многи други. Ријану наводи као своју "омиљену поп девојку". Изјавила је да су најбољи уметници они који константно мењају стил, као што су Мадона и Дејвид Боуи.
Њен вокал пореде са Гвен Стефани и Marina and the Diamonds.
Чарли је имала искуство са кроместезијом, једним обликом синестезије. Како је изјавила, "воли музику у црној, розој, љубичастој и црвеној, али мрзи музику у зеленој, жутој и браон боји. Себе сматра феминисткињом, и по узору на своје опредељење је написала песму "Body of My Own". Такође је снимила и документарац који говори о једнакости полова, под називом "The F Word And Me", која се приказивала на Би-Би-Си 3.

## Дискографија

### Студијски албуми
| Наслов                                                                         | Детаљи | Највиша позиција на листи | Највиша позиција на листи |
| Наслов                                                                         | Детаљи | УК                        | САД                       |
| ------------------------------------------------------------------------------ | --- | ------------------------- | ------------------------- |
| True Romance                                                                   | - Објављен: 12. април 2013. - Издавачке куће: Asylum, Atlantic - Формати: CD, плоча, дигитално преузимање                             | 85                        | —                         |
| Sucker                                                                         | - Објављен: 15. децембар 2014. - Издавачке куће: Asylum, Atlantic - Формати: CD, плоча, дигитално преузимање                          | 15                        | 28                        |
| Charli                                                                         | - Oбјављен: 13. септембар 2019. - Издавачке куће: Asylum, Atlantic - Формати: CD, плоча, дигитално преузимање, стриминг               | 14                        | 42                        |
| How I'm Feeling Now                                                            | - Објављен: 15. мај 2020. - Издавачке куће: Asylum, Atlantic - Формати: CD, плоча, дигитално преузимање, стриминг                     | 33                        | 111                       |
| Crash                                                                          | - Објављен: 18. март 2022. - Издавачке куће: Asylum, Atlantic, Warner UK - Формати: CD, плоча, дигитално преузимање, стриминг, касета | 1                         | 7                         |
| Brat                                                                           | - Објављен: 7. јун 2024. - Издавачка кућа: Atlantic - Формати: CD, плоча, дигитално преузимање, стриминг, касета                      | 1                         | 3                         |
| "—" значи да албум није доспео на листе или није био објављен на том подручју. | |                           |                           |

### Микстејпови
| Наслов                                                                         | Детаљи | Највиша позиција на листи |
| Наслов                                                                         | Детаљи | САД                       |
| ------------------------------------------------------------------------------ | --- | ------------------------- |
| Number 1 Angel                                                                 | - Објављен: 10. март 2017. - Издавачке куће: Asylum - Формати: дигитално преузимање, плоча, касета, стриминг     | 175                       |
| Pop 2                                                                          | - Објављен: 15. децембар 2017. - Издавачке куће: Asylum - Формати: дигитално преузимање, плоча, касета, стриминг | —                         |
| "—" значи да албум није доспео на листе или није био објављен на том подручју. | |                           |

### EP-еви
| Наслов      | Детаљи |
| ----------- | --- |
| Vroom Vroom | - Објављен: 26. фебруар 2016. - Издавачка кућа: Vroom Vroom - Формат: дигитално преузимање, плоча, стриминг |

## Турнеје

### Предводник
- Girl Power North America Tour (2014)
- Sucker World Tour (2015)
- Charli and Jack Do America Tour (2015)

### Предгрупа
- The Ting Tings – Show Us Yours Tour (2011)
- Azealia Banks – Mermaid Ball (2012)
- Coldplay – Mylo Xyloto Tour (2012)
- Ellie Goulding – The Halcyon Days Tour (2013)
- Marina and the Diamonds – The Lonely Hearts Club Tour (2013)
- Paramore – The Self-Titled Tour (2013)
- Katy Perry – The Prismatic World Tour (2015)

## Филмографија

### Филм
| Година | Наслов      | Улога | Белешке         |
| ------ | ----------- | ----- | --------------- |
| 2016.  | Енгри Бердс | Вилоу | позајмљује глас |

- The F-Word and Me
- The Ride: Charli XCX
- Saturday Night Live
- Lost In The North
- The 1989 World Tour LIVE
- Major Lazer